# FreeLens
FreeLens, pour une photographie d'utilité publique, anciennement appelée Association Nationale des Journalistes Reporters Photographes et Cinéastes-Freelens, est une association reconnue d'utilité publique.  
En septembre 2008, FreeLens fonde Photojournalisme.fr, site Web consacré à la photographie d'information, visant à assurer une passerelle entre les professionnels de l'information et le grand public. 
En 2010, l'association FreeLens cofonde, avec l'Union des photographes créateurs, l'Union des photographes professionnels (UPP). Le 9 mai 2011, elle a été reconnue d'utilité publique et s'est tournée vers la photographie dans son ensemble et s'est ouverte à une diversité de publics.
FreeLens a initié, en juin 2000,  un mouvement spontané en réaction à des contrats abusifs émanant de groupes de presse et rédigé un manifeste signé par 2 500 photographes. La dénonciation médiatique de ces contrats ainsi que le débat organisé durant le festival de photojournalisme Visa pour l'Image à Perpignan a eu pour effet de mettre un frein à ces pratiques.

## Direction
L'association a été présidée notamment par Robert Doisneau, Roger Pic, Patrick Bard et Lorenzo Virgili. En quatre décennies, elle a fédéré de grands acteurs du photojournalisme : Henri Cartier-Bresson, Raymond Depardon, Gisèle Freund, Marc Riboud, Sebastião Salgado.
L'association est présidée, depuis 2004, par Wilfrid Estève, Patrick Bard a été président d'honneur de 2009 à 2011.
Les administrateurs : Sophie Knitel, Florence At, Samuel Hense, Fabien Ferrer, Virginie Nguyen Hoang, Dastane Altair, Sandra Fastre